# Alcanos

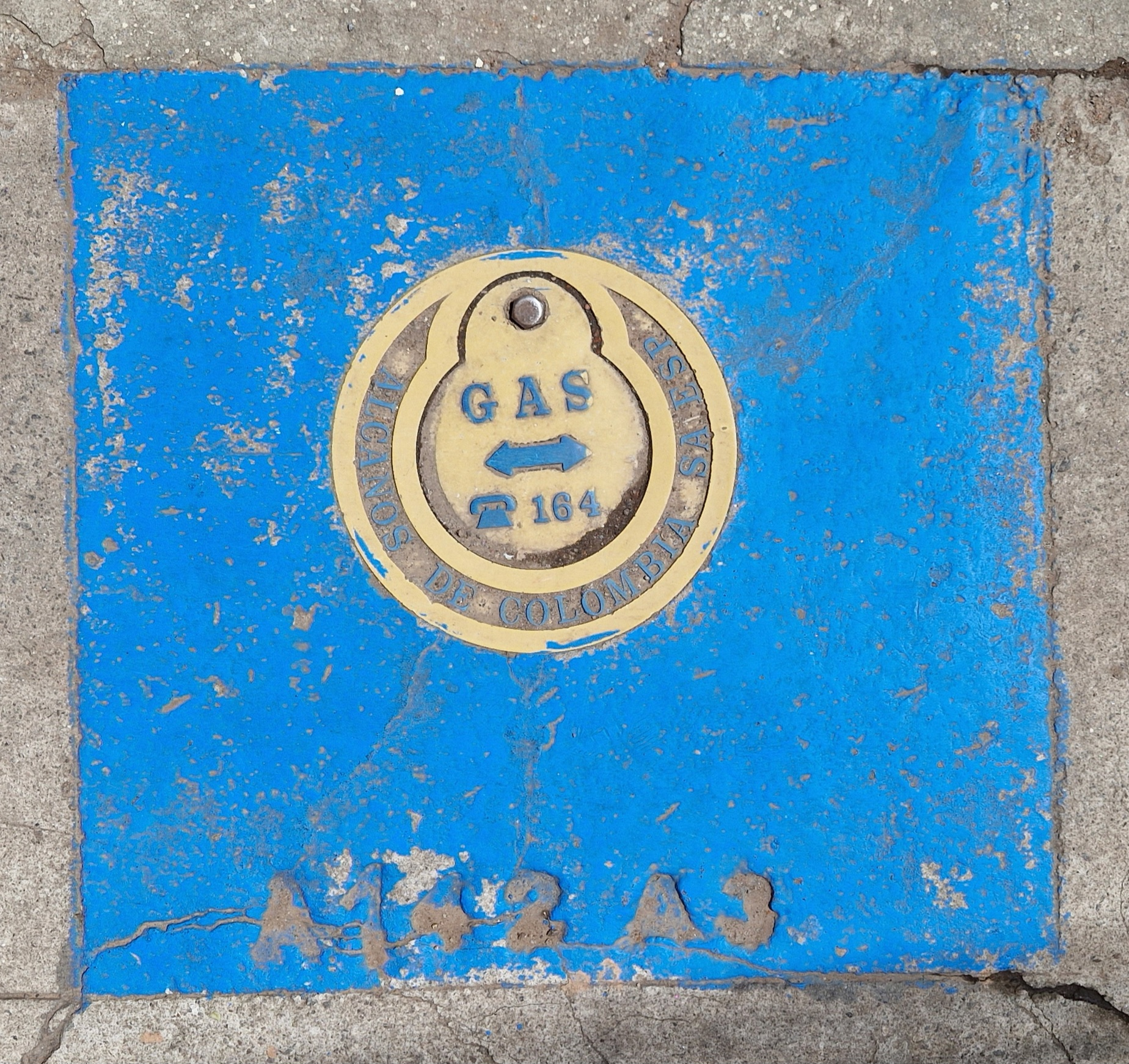
Strassenkappe von Alcanos in Pasto

Alcanos de Colombia S.A. E.S.P. ist ein kolumbianisches öffentliches Gasversorgungsunternehmen mit Sitz in Neiva. Das Unternehmen wurde 1977 unter dem Namen Alcanos del Huila Ltda. gegründet, der 1999 in Alcanos de Colombia geändert wurde.
Unter anderem wird Alcanos von Ecopetrol mit Erdgas versorgt.
Mit Erdgasleitungen versorgt Alcanos 137 Gemeinden in den Departementen Antioquia, Boyacá, Caldas, Caquetá, Cauca, Cundinamarca, Huila, Nariño und Tolima (Stand 2022).